# مكيف هواء (فلم)
مكيف هواء (بالبرتغالية: Air Condicionado) هو فيلم أنغولي صدر عام 2020 من إخراج فراديك ماريو باستوس والسيناريو من كتابة إيري كلافر. عُرض الفيلم لأول مرةٍ في مهرجان روتردام السينمائي الدولي كما عُرض في السادس من حزيران/يونيو 2020 في لواندا في المهرجان السينمائي نحن واحد (بالإنجليزية: We Are One) عبر الإنترنت. صُوّرت معظم مشاهد الفيلم في مدينة لواندا عام 2020، ويحكي قصّة انهيار وتعطّل مكيفات الهواء بشكل غامض في مدينة لواندا وهو ما يدفعُ ماتايدو الذي يعملُ حارسًا للأمن والخادمة زيزينها لاستعادةِ مكيّف رئيسهم.